# Jannick Buyla
Jannick Buyla Sam (ur. 6 października 1998 w Saragossie) – piłkarz z Gwinei Równikowej grający na pozycji środkowego pomocnika. Od 2021 jest zawodnikiem klubu Gimnàstic Tarragona, do którego jest wypożyczony z Realu Saragossa.

## Kariera klubowa
Swoją karierę piłkarską Buyla rozpoczynał w juniorach takich klubów jak: Amistad (2003-2009), Oliver (2009-2010) i Real Saragossa (2010-2017). W 2017 roku został członkiem rezerw Realu, a w sezonie 2017/2018 został wypożyczony do CD Tudelano, grającego w Segunda División B. Swój debiut w nim zaliczył 24 września 2017 w zremisowanym 0:0 domowym meczu z CD Lealtad. Na początku 2018 wrócił do rezerw Realu.
W 2019 roku Buyla został również członkiem pierwszego zespołu Realu. 11 maja 2019 zaliczył w nim swój debiut w Segunda División w wygranym 3:0 wyjazdowym meczu z Extremadurą.
W styczniu 2021 Buyla został wypożyczony z Realu do grającego w Segunda División B, UCAM Murcia CF. Swój debiut w nim zanotował 31 stycznia 2021 w zremisowanym 1:1 domowym meczu z Córdobą. W UCAM grał przez pół sezonu.
W lipcu 2021 Buylę wypożyczono do Gimnàstic Tarragona. Zadebiutował w nim 11 września 2021 w wygranym 2:0 domowym meczu z rezerwami Betisu.
| Sezon   | Klub             | Kraj      | Rozgrywki          | Mecze | Gole |
| ------- | ---------------- | --------- | ------------------ | ----- | ---- |
| 2017/18 | CD Tudelano      | Hiszpania | Segunda División B | 6     | 0    |
| 2017/18 | Deportivo Aragón | Hiszpania | Segunda División B | 13    | 0    |
| 2018/19 | Real Saragossa   | Hiszpania | Segunda División   | 1     | 0    |
| 2018/19 | Deportivo Aragón | Hiszpania | Tercera División   | 32    | 4    |
| 2019/20 | Real Saragossa   | Hiszpania | Segunda División   | 2     | 0    |
| 2019/20 | Deportivo Aragón | Hiszpania | Tercera División   | 21    | 2    |
| 2020/21 | Real Saragossa   | Hiszpania | Segunda División   | 6     | 0    |
| 2020/21 | UCAM Murcia CF   | Hiszpania | Segunda División B | 12    | 2    |

## Kariera reprezentacyjna
W reprezentacji Gwinei Równikowej Buyla zadebiutował 8 września 2019 w wygranym 1:0 meczu eliminacji do MŚ 2022 z Sudanem Południowym, rozegranym w Malabo. W 2022 roku został powołany do kadry na Puchar Narodów Afryki 2021. Na tym turnieju wystąpił w pięciu meczach: grupowych z Wybrzeżem Kości Słoniowej (0:1), z Algierią (1:0), ze Sierra Leone (1:0), w 1/8 finału z Mali (0:0, k. 6:5) i ćwierćfinałowym z Senegalem (1:3).